# Aloys Brockhoff
Aloys Joseph Wilhelm Brockhoff (* 19. April 1739 in Essen; † 17. April 1825 ebenda) war ein deutscher Kanoniker, katholischer Priester und letzter Offizial des Stiftes Essen.

## Leben und Wirken
Zusammen mit seinem jüngeren Bruder wurde Aloys Brockhoff 1754 in den Klerikerstand aufgenommen. Danach absolvierte er ein Theologiestudium in Köln, wo er 1759 die vier niederen Weihen erhielt. Einige Jahre nachdem er nach Essen zurückgekehrt war, bekam er im Jahre 1763 eine mit Einkünften versehene Kanonikerstelle. Es folgten nacheinander die Subdiakonats-, die Diakonats- und schließlich die Priesterweihe im Januar 1764. Im Jahr 1789 wurde er zum Scholaster ernannt und zum Verwalter des Altares St. Crucis in der Essener Münsterkirche bestellt.
Die Ernennung Brockhoffs zum Offizial des Damenstiftes Essen erfolgte am 22. Juli 1790. Damit erhielt er die ordentliche stellvertretende Leitungsgewalt und konnte die Hoheitsrechte, die der damaligen Fürstäbtissin Maria Kunigunde von Sachsen zustanden, wahrnehmen. Zudem erhielt er die geistliche Jurisdiktion des Stiftes Rellinghausen. 
Zu Aloys Brockhoffs Aufgaben gehörten nun über zehn Jahre lang die Investitur von Altaristen, Kanonikern und Pfarrern und das Ausschreiben öffentlicher Gebete zu geistlichen, gesellschaftlichen und staatlichen Anlässen für die Pfarr- und Klosterkirchen, die geistliche Gerichtsbarkeit und die weltliche Gerichtsbarkeit der engeren Burgfreiheit. Als 1803 die Säkularisation erfolgte, verlor die letzte Äbtissin Maria Kunigunde ihre Landeshoheit endgültig. Aloys Brockhoff blieb jedoch in den folgenden wechselnden Herrschaftsverhältnissen bis zu seinem Tode 1825 im Amt, da die geistlichen Hoheitsrechte zunächst nicht betroffen waren.

## Weblink
- Historisches Portal Essen: Historisches Portal Essen

| Personendaten    | Personendaten                                             |
| ---------------- | --------------------------------------------------------- |
| NAME             | Brockhoff, Aloys                                          |
| ALTERNATIVNAMEN  | Brockhoff, Aloys Joseph Wilhelm                           |
| KURZBESCHREIBUNG | deutscher Kanoniker, Priester, Offizial des Stiftes Essen |
| GEBURTSDATUM     | 19. April 1739                                            |
| GEBURTSORT       | Essen                                                     |
| STERBEDATUM      | 17. April 1825                                            |
| STERBEORT        | Essen                                                     |